# Embraer

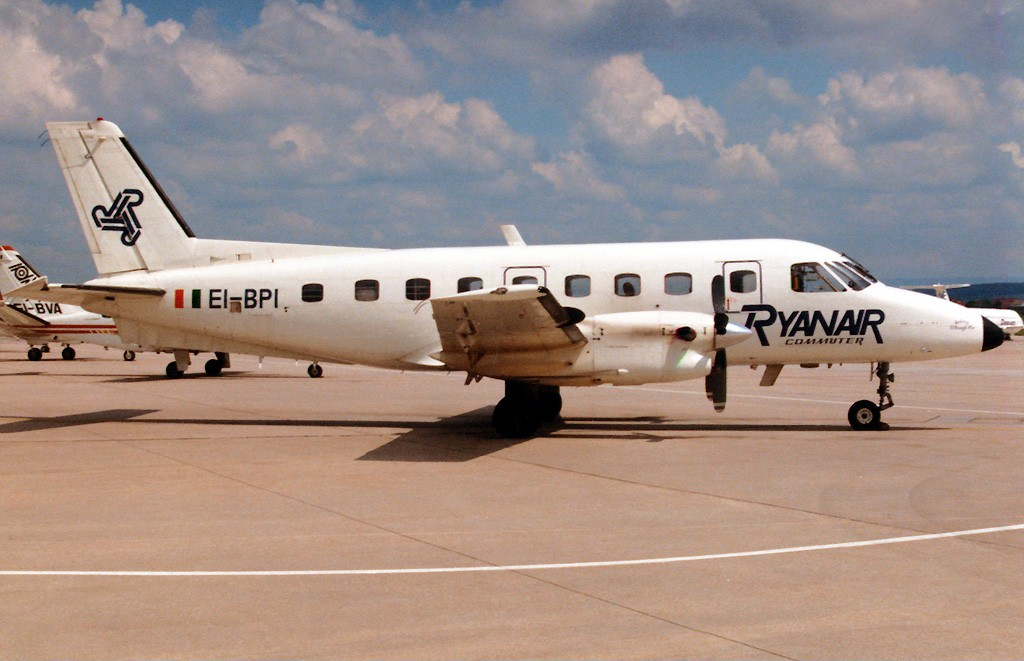
Un Embraer EMB 110 Bandeirante nella livrea della Ryanair.

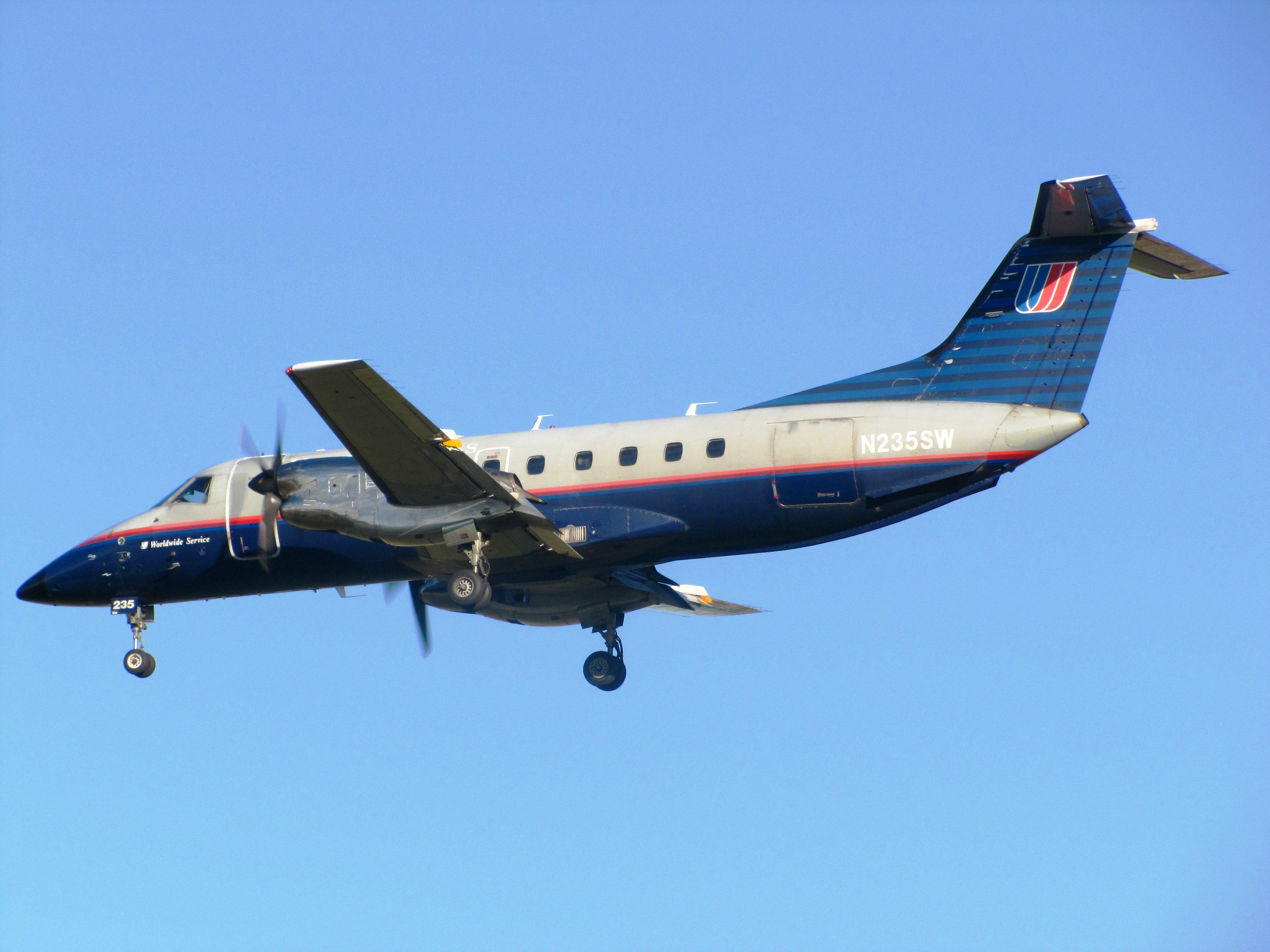
Un Embraer EMB 120 nella livrea della statunitense SkyWest Airlines.

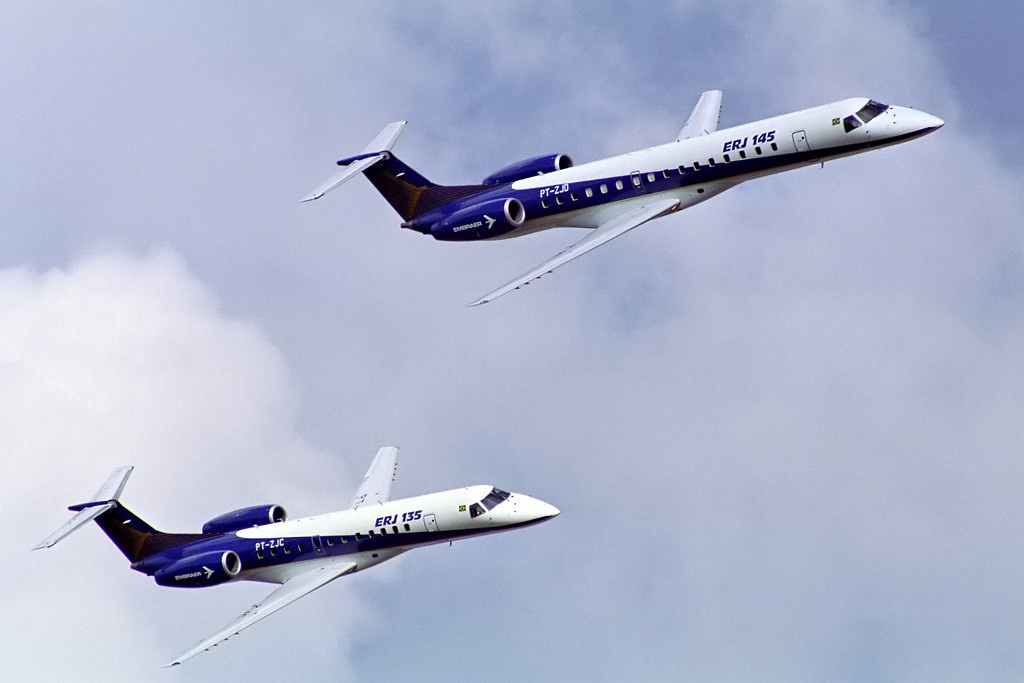
Gli aerei Embraer ERJ 135 e Embraer ERJ 145 nel volo.

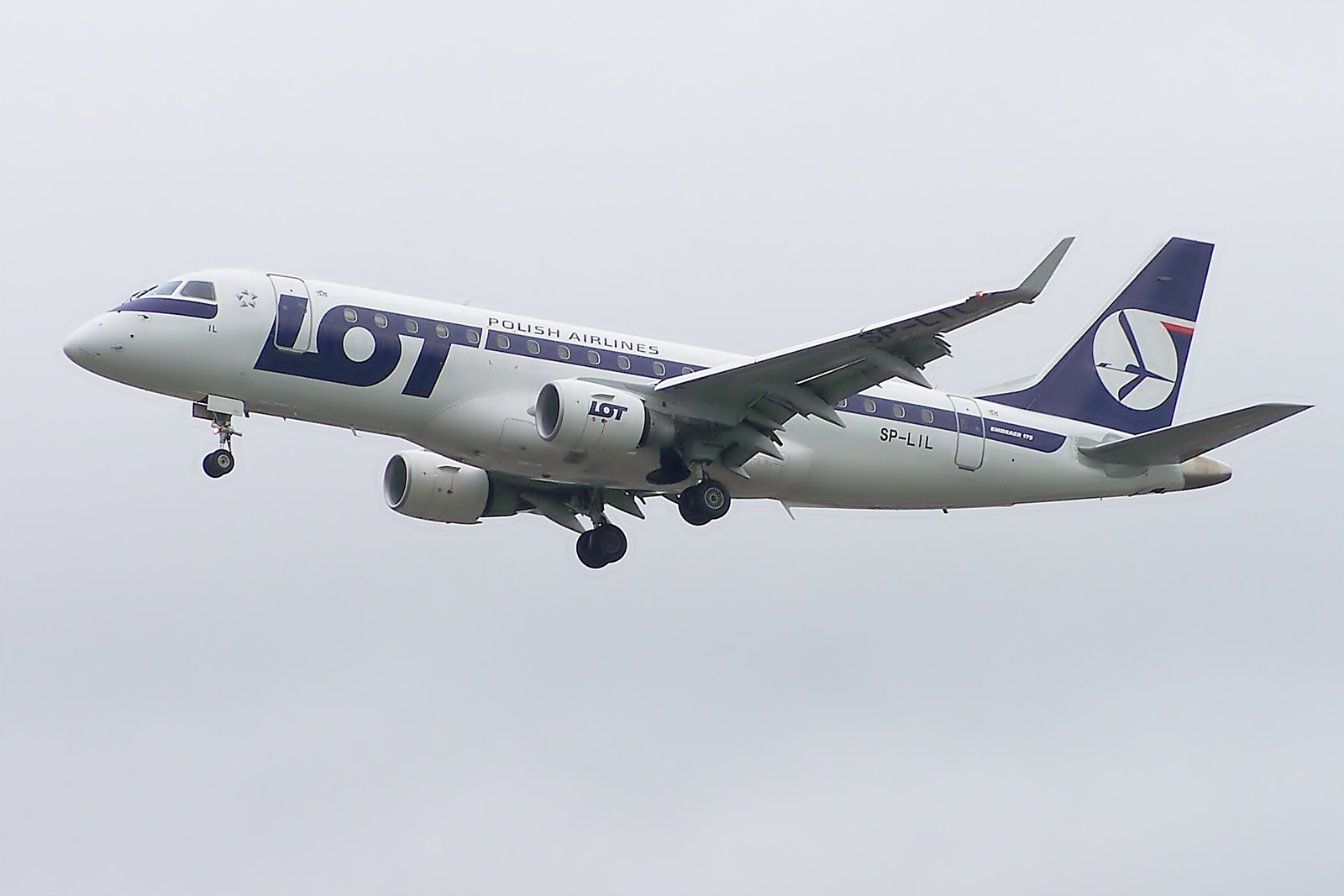
Un Embraer 175 nella livrea della polacca LOT Polish Airlines.

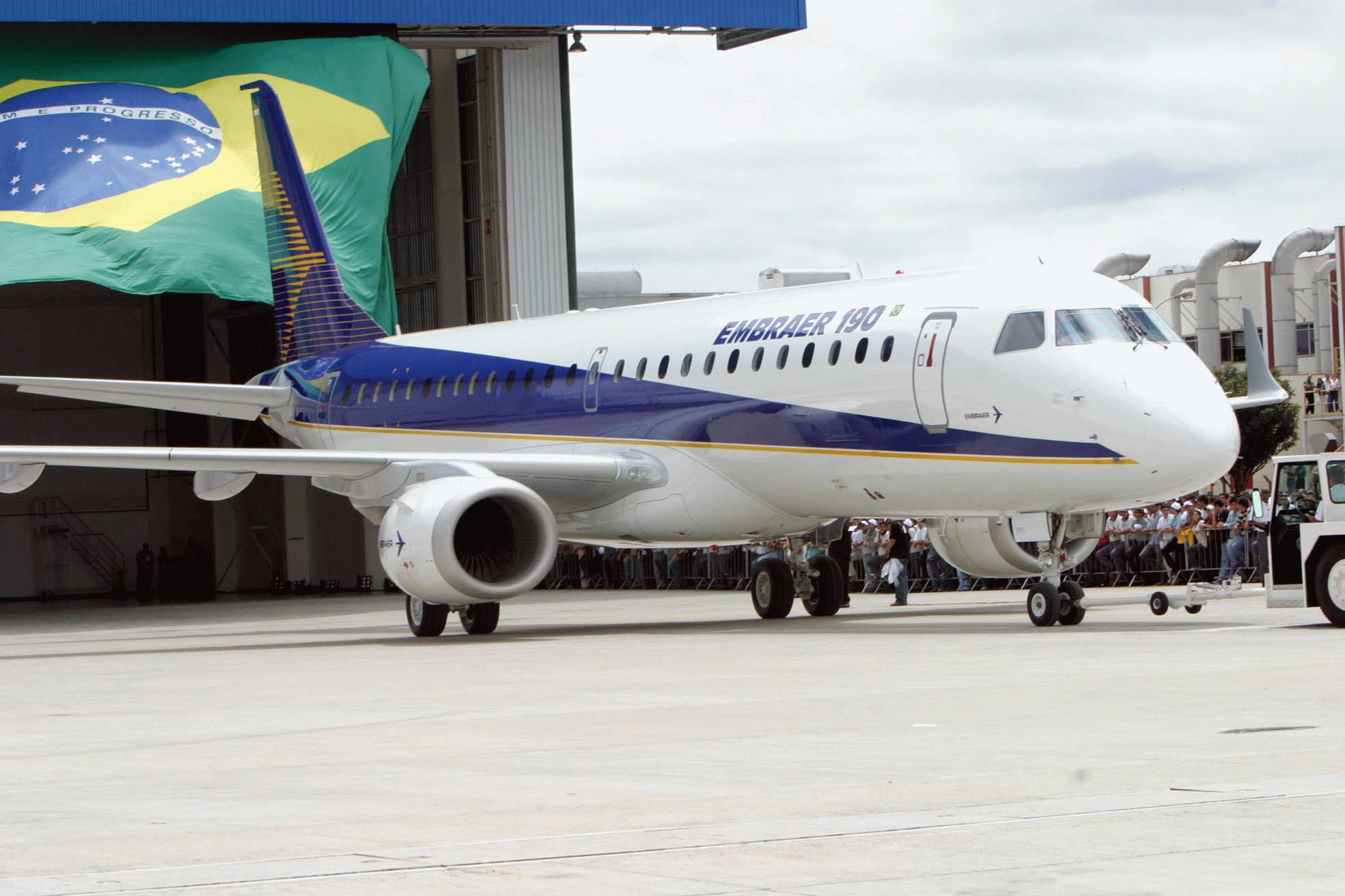
Un Embraer 190 all'aeroporto di São José dos Campos

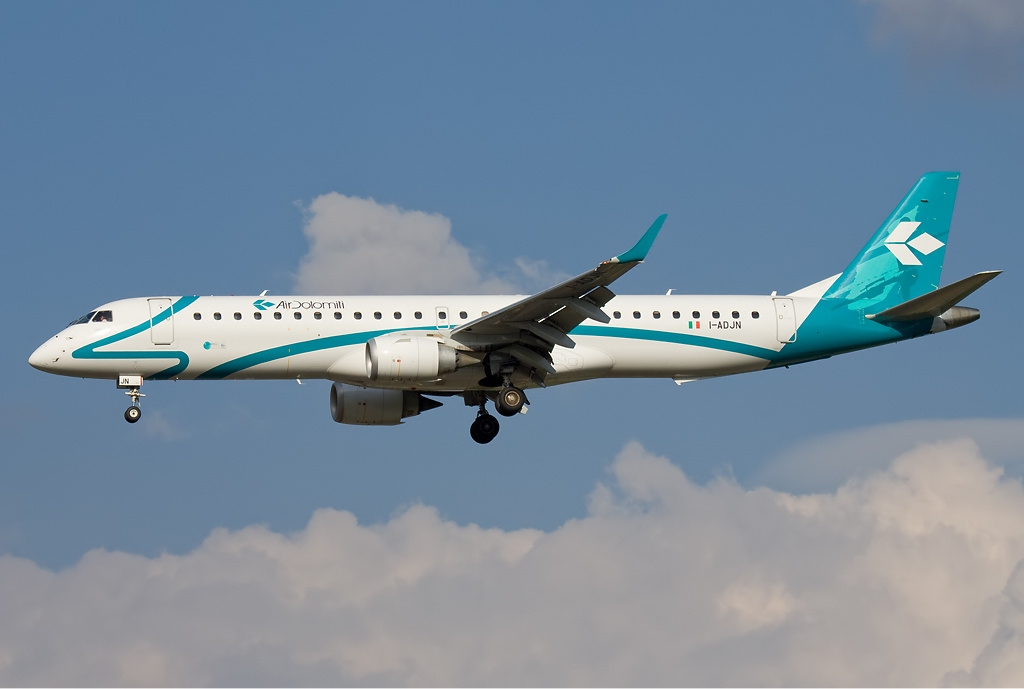
Un Embraer 195 nella livrea della Air Dolomiti.

Embraer S.A. (Portoghese: [ẽmbɾaɛɾ]) è un'azienda brasiliana che produce aerei civili, militari, esecutivi e agricoli e fornisce servizi aeronautici. Ha sede a São José dos Campos, a San Paolo.
È il terzo produttore di aerei civili su scala mondiale, dopo Airbus e Boeing.

## Storia
Cercando di sviluppare un'industria aeronautica nazionale, negli anni 40 e 50 il governo brasiliano effettuò numerosi investimenti in questo settore, finché, nel 1969 non venne creata la Empresa Brasileira de Aeronáutica (Embraer), una società di proprietà del governo. Il suo primo presidente, Ozires Silva, diede inizio alla produzione del primo aereo dell'azienda, l'Embraer EMB 110 Bandeirante.

### Primi sviluppi
Il governo brasiliano contribuì alla crescita iniziale di Embraer fornendo i primi contratti di produzione. Fino al 1975 la società vendette solo sul mercato brasiliano.
Mentre gli aerei militari costituivano la maggior parte dei prodotti di Embraer negli anni 70, tra cui l'Embraer AT-26 Xavante e l'Embraer EMB 312 Tucano, nel 1985 uscì il primo aereo di linea, l'Embraer EMB 120 Brasilia. Rivolto al mercato internazionale, questo aereo è stato il primo che portò al grande successo di Embraer.

### Periodo Piper
Nel 1974, l'azienda iniziò a produrre aerei da turismo per la Piper Aircraft sotto licenza. Piper iniziò a produrre i knock-down kit per Embraer che avrebbe successivamente completato l'assemblaggio finale, vendendo così in Brasile e in America Latina. Tra il 1974 e il 2000, circa 2.500 aerei Piper vennero prodotti da Embraer.

### Acquisizione di Aerotec
Aerotec era un'azienda brasiliana che produceva aeromobili e componentistica, fondata nel 1962. Era di proprietà del Comando generale di tecnologia aerospaziale, un centro di ricerche aeronautiche situato a São José dos Campos.
Nel 1980, la principale attività di Aerotec era la produzione di componentistica per Embraer. Fu così che nel 1987 la società venne acquistata da Embraer.

### Privatizzazione
Embraer iniziò un processo di privatizzazione durante il governo di Itamar Franco. Questo fu un periodo di privatizzazione per molte società controllate dal governo brasiliano. Embraer venne venduta il 7 dicembre 1994, il che contribuì ad evitare una bancarotta incombente.

#### Offerta pubbliche iniziali
Nel 2000, Embraer fece simultaneamente offerte pubbliche iniziali sulle borse valori di NYSE e BM&F Bovespa. Nel 2008 le sue azioni quotate al NYSE erano di proprietà di: Bozano Group 11,10%, Previ 16,40%, Sistel 7,40%, Dassault Aviation 2,1%, EADS 2,1%, Thales 2,1%, Safran 1,1%, Governo del Brasile 0,3%; il resto è quotato in borsa.
Al 31 dicembre 2014 gli azionisti con oltre il 5% del capitale della società erano:
- Oppenheimer Funds, Inc., 12,29%
- Caixa de Previdência dos Funcionários do Banco do Brasil, 6,71%
- Baillie Gifford, 6,46%
- BNDESPAR, 5,31%

#### Joint venture Boeing-Embraer
Il 16 ottobre 2017, Airbus ha acquisito la maggioranza delle azioni di Bombardier, azienda concorrente ad Embraer. Come reazione, il 5 luglio del 2018 è stata annunciata una joint venture con Boeing.

#### Fine Joint venture Boeing-Embraer
Ad aprile 2020, in seguito alla crisi del settore aereo a causa della pandemia di COVID-19, e in seguito ai problemi di Boeing per i danni dalla messa a terra del 737 Max per problemi tecnici dopo 2 incidenti aerei, la società americana interrompe la joint venture con prospettive di fusione con Embraer.

### Nuove soluzioni
Negli anni 1990 la compagnia iniziò a focalizzarsi su piccoli aerei di linea piuttosto che occuparsi di aerei militari, come aveva invece fatto per la maggior parte del periodo produttivo. Ben presto iniziò a coprire il segmento degli aerei regionali, con 70-110 posti a sedere e il mercato dei business jet.

#### Business jet
Al Farnborough Airshow dell'anno 2000, Embraer lanciò il Legacy 600, una variante executive dell'ERJ. Nel 2002, è stata creata una divisione aziendale chiamata Embraer Executive Jets dedicata al segmento executive. Nel 2005 venne proposto il Phenom 100, concepito come un aerotaxi, in competizione con Cessna e Beechcraft. È stato introdotto nel 2008 ed è la base del Phenom 300, più grande. I Legacy 450 e Legacy 500 sono stati sviluppati da zero mentre il Lineage 1000 è una versione VIP dell'E190. Nel 2016, Embraer ha consegnato il suo millesimo business jet ed ha una quota di mercato pari al 17%. Nell'ottobre 2018 Embraer ha annunciato due nuovi business jet - il Praetor 500 e il Praetor 600, entrambi di medie dimensioni.

#### Trasporto militare
Il 19 aprile 2007, Embraer ha annunciato che stava prendendo in considerazione la produzione di un aereo da trasporto militare, l'Embraer KC-390. La progettazione è iniziata nel maggio del 2009 con un finanziamento da parte dell'Aeronautica militare brasiliana. Correios, il servizio postale brasiliano, ha anch'esso mostrato interesse per questo velivolo. L'Argentina ha ordinato sei esemplari e molte altre nazioni sudamericane hanno mostrato interesse.

## Aerei

### Civili

#### In produzione
- Embraer ERJ family
  - Embraer ERJ 135 (37 passeggeri)
  - Embraer ERJ 140 (44 passeggeri)
  - Embraer ERJ 145 (50 passeggeri)
- Embraer E-Jet family
  - Embraer 170 (66–78 passeggeri)
  - Embraer 175 (76–88 passeggeri)
  - Embraer 190 (96–114 passeggeri)
  - Embraer 195 (100–124 passeggeri)
- Embraer E-Jet E2 family
  - Embraer 175E2 (80–90 passeggeri)
  - Embraer 190E2 (97–114 passeggeri)
  - Embraer 195E2 (120–146 passeggeri)[23]

#### Fuori produzione
- Embraer EMB 110 Bandeirante
- Embraer EMB 120 Brasilia
- Embraer/FMA CBA 123 Vector (Prototipo)

### Militari

#### In produzione
- Embraer EMB 314 Super Tucano (Attacco leggero)
- Embraer R-99 series (AEW&C)
- Embraer KC-390 (Trasporto)

#### Fuori produzione
- Embraer EMB 111 Bandeirante (Trasporto)
- Embraer EMB 312 Tucano (Addestratore)
- AMX International AMX (Aereo da attacco)
- Embraer MFT-LF (Addestratore, attacco leggero)
- Embraer Xavante (Variante dell'Aermacchi MB-326)

### Business Jet
- Embraer Phenom 100
- Embraer Phenom 300
- Embraer Legacy 450/500 series
- Embraer Legacy 600 series
- Embraer Lineage 1000

### Usi particolari

#### In produzione
- Embraer Ipanema (Uso agricolo)

#### Fuori produzione
- Embraer EMB 121 Xingu (Trasporti speciali)